# Al-Haszan ibn Ali
Al-Haszan ibn Ali ibn Abi Tálib (arabul: الحسن ابن علي ابن أبي طالب) Mohamed próféta és Hadídzsa bint Huvajlid unokája. Édasanyja a Próféta lánya Fátimba bint Muhammad, édasapja a Próféta unokatestvére és egyben veje, az iszlám negyedik rásídun (igaz úton vezérelt) kalifája, Ali ibn Abi Talib. Hasszán a síiták második imámja, édesapja után.
Hasszán az iszlám egy igen fontos személyisége. Tagja az Ahl al-Bayt-nak (arabul háztartás). Az Ahl al-Bayt tagjai a Próféta, és a rokonai, így a feleségei, lányai, Ali aki egyben unokatestvére és veje is, és Fátimával közös gyerekeik, így Hasszán és Husszein is.
A síiták szerint az Ahl al-Bayt kizárólagos tagjai csak a Próféta, lánya Fátima, Ali, Hasszán és Husszein.

## A kerbelai csata (mészárlás)
Apját követően Muávijja lett az uralkodó, aki egyben az első omajjád kalifa is. Muávijja még kalifaságának idején igyekezett előkészíteni fiának a trónt, hogy az dinasztikusan örökölhesse, annak ellenére, hogy a iszlámban a mindenkori kalifát, a muszlimoknak kell kiválasztania.
Muávijját végül saját fia, Jazíd követte, ahogyan a kalifa el is tervezte. Az Irakba visszaszorult síiták ekkor megüzenték Husszeinnek, hogy készek őt támogatni, amennyiben igényt tart a trónra. A hűségesküjét le nem tevő Husszein feleségeivel és gyermekeivel elindult Kúfába, ám útközben az Eufrátesz partjánál elhelyezkedő Kerbela közelében Jazíd erői lemészárolták a maroknyi csapatot. 